# Décembre 1779

## Événements

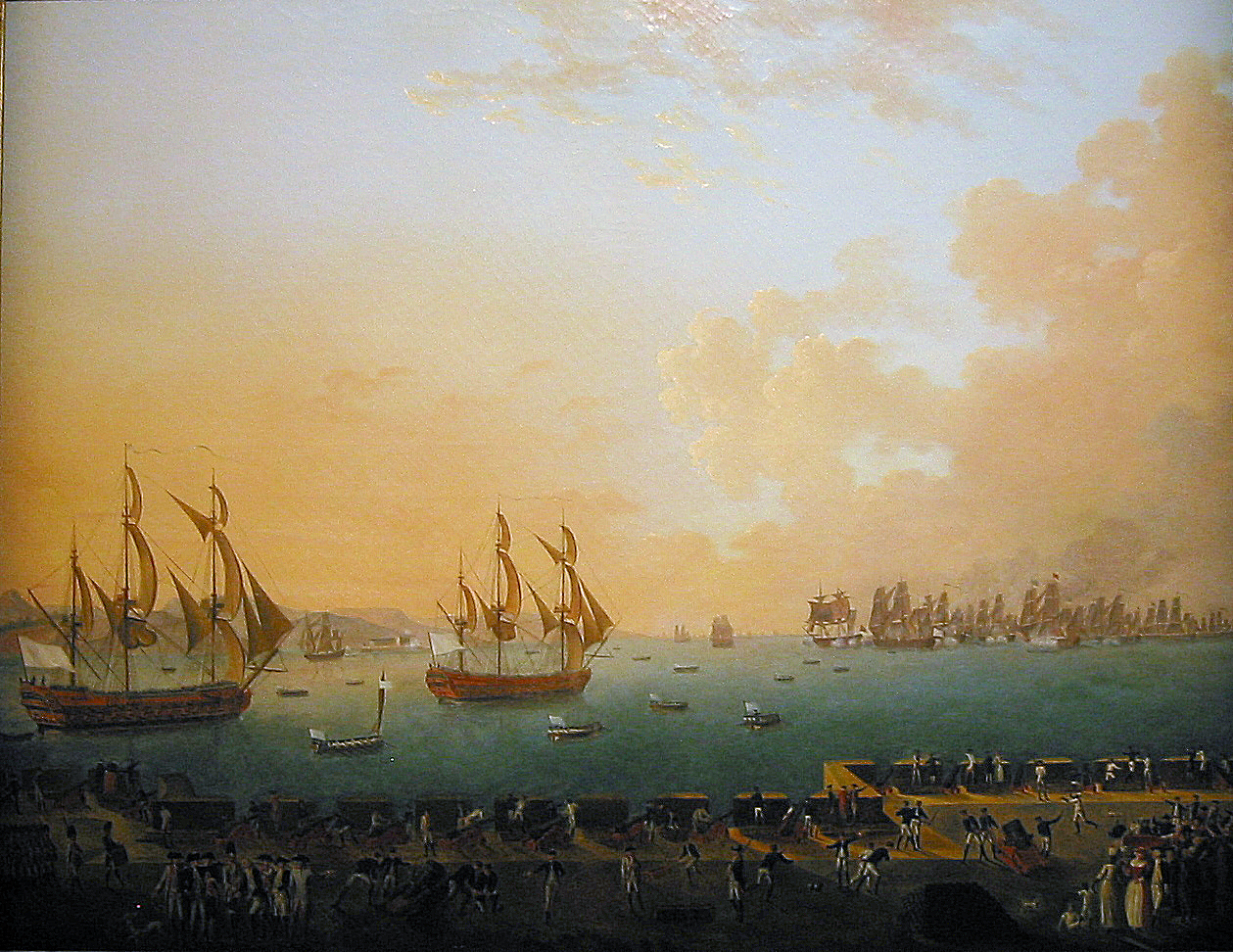
18 décembre : combat naval à la Martinique.

- Début de la première guerre cafre (de kafir : infidèle en arabe) près de la Great Fish River entre colons d’Afrique du Sud et Bantous. Elle a pour origine des vols de bétail commis par les Xhosas[2].

- 13 décembre, France : Marie-Joseph-Rose de Tascher de la Pagerie épouse le vicomte Alexandre François Marie de Beauharnais à Noisy-le-Grand.

- 22 décembre, France : nomination de la première sage-femme exerçant à l'Hôtel-Dieu de Montmorency (Val-d'Oise). Il s'agit d'Élisabeth Bourgeois, femme du sieur Baudrang, chirurgien de l'Hôtel-Dieu.

- 24 décembre : création de l’Académie des sciences du Portugal[3].

- 25 décembre : fondation de Fort Nashborough, future Nashville, Tennessee.

- 30 décembre, Royaume-Uni : début du mouvement dissident radical du Yorkshire (1779-1780), qui prévoit de s’autoproclamer représentation nationale si le Parlement refuse ses réformes[4].

## Décès
- 6 décembre : Jean Siméon Chardin, peintre français, à Paris.
- 17 décembre : Claude Le Beau (né le 29 mars 1704), avocat en parlement, aventurier, voyageur, faussaire et écrivain